# Cangnan
Cangnan is een stad en een arrondissement in de prefectuur Wenzhou in de oostelijke provincie Zhejiang van China. In 2020 had het arrondissement 843.962 inwoners. De stad zelf had 575.197 inwoners. Cangnan is een satellietstad van Wenzhou.